# 科沙林齊 (巴爾區)
48°54′58″N 27°47′23″E / 48.91611°N 27.78972°E
科沙林齊（烏克蘭語：Кошаринці），是烏克蘭的村落，位於該國西南部文尼察州，由日梅林卡區負責管轄，面積22.87平方公里，海拔高度293米，2001年人口710，人口密度每平方公里31.05人。